# Savannah Haske
Savannah Haske est une actrice et scénariste américaine née le 18 novembre 1977 à New York, connue surtout pour le rôle de Tatiana Deschenko, la femme d'origine ukrainienne de l'officier de police John « Sully » Sullivan, incarné par Skipp Sudduth dans la série New York 911 de la deuxième à la quatrième saison.